# 탄도 미사일
탄도 미사일(ballistic missile, 문화어: 탄도로케트)은 투사체 및 발사체 운동을 이용해 탄두를 목표지점까지 운반하는 미사일이다. 비교적 단시간 동안만 동력을 공급받으며, 대부분의 비행은 무동력으로 이루어진다. 단거리 탄도 미사일(SRBM)은 일반적으로 지구 대기권 내에 머무르는 반면, 대부분의 대형 미사일은 대기권 밖에서 비행한다. 탄도 유도탄(彈道誘導彈) 또는 간략히 탄도탄(彈道彈)이라고도 하며 주로 대량살상무기 등을 투하하는 용도로 쓰인다. 최근에는 대부분의 핵무기가 탄도 미사일에 의해 목표물까지 운반되고 있다.

최초의 탄도미사일인 독일의 V-2 로켓의 도표

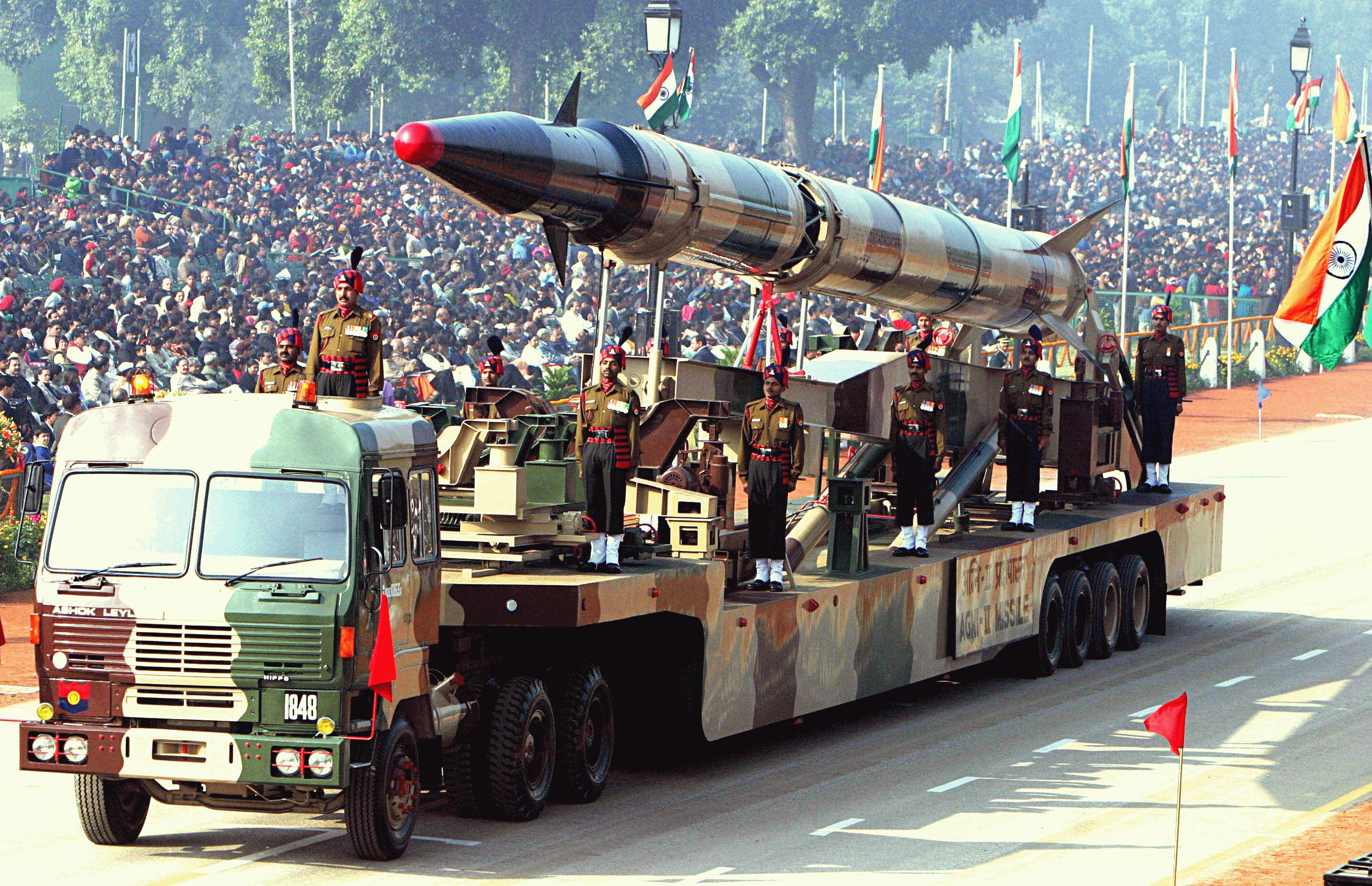
인도의 아그니 2
(사진: Antônio Milena/ABr)

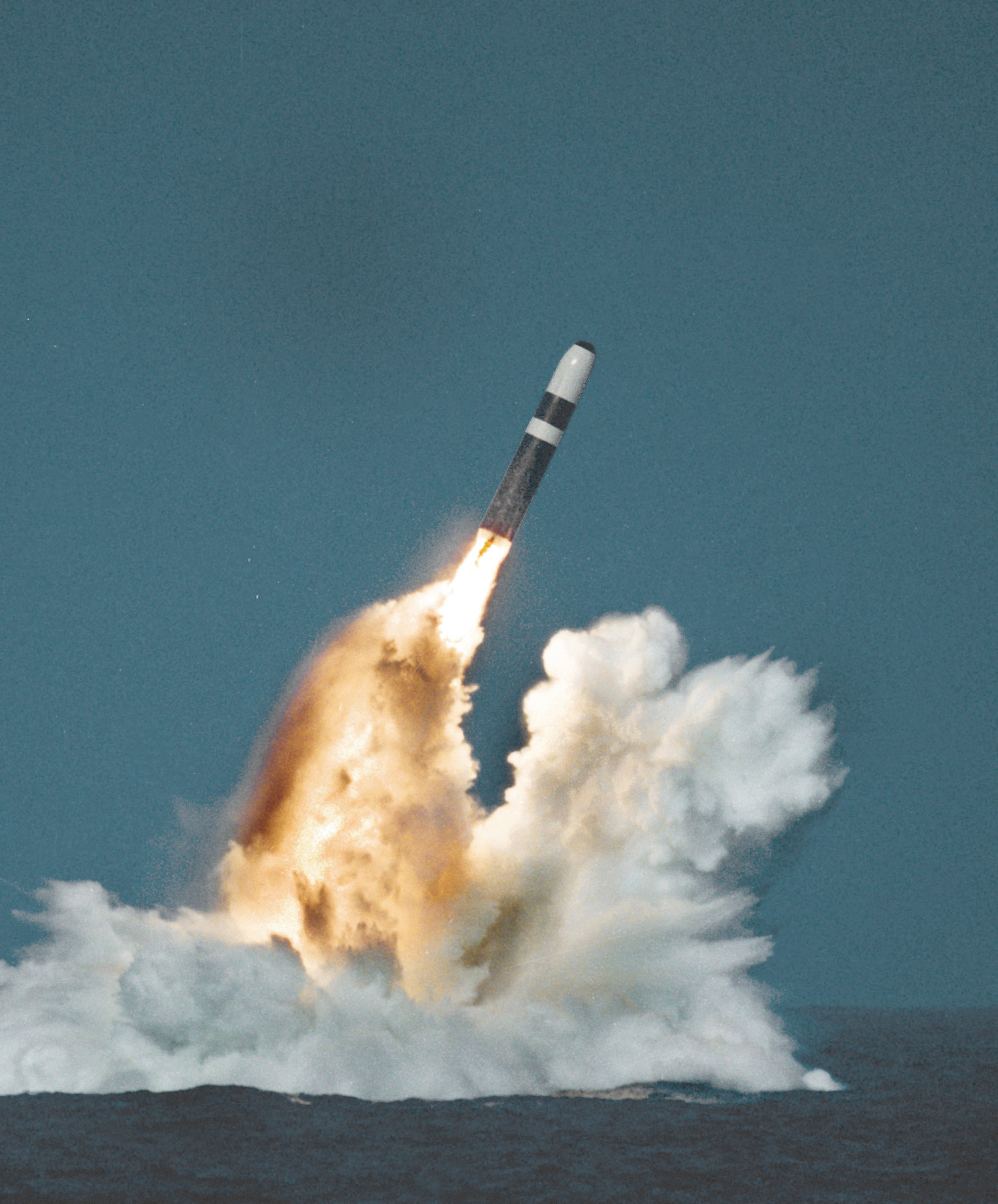
잠수함에서 발사된 UGM-133 트라이던트 II

## 역사
탄도 미사일은 제2차 세계 대전 중에 독일에서 발명하였다. 이 당시의 탄도 미사일은 명중률이 극히 낮았으나, 세계 대전이 끝난 후 미국과 소련의 무기 경쟁에 따라 발전하였다.

### 대한민국
대한민국은 1980년대 전두환 군사정부 당시 미사일 기술 통제 체제(MTCR)의 제약으로 인해 국제 사회로부터 미사일 탄도 무게 중량과 사거리 일부 제한을 받고 있었다. 2001년 3월 26일 김대중 대통령 정권 때 MTCR의 33번째 회원국으로 가입했다. 2012년 10월 7일 한미 미사일 지침 개정으로 탄두중량 500kg, 사거리 800km로 연장되었으나 이후 2021년 5월 22일 문재인정부 당시에 한미정상회담에 따라 미사일 탄두중량과 사거리가 무제한이 되었다. 육군미사일전략사령부에서 탄도 미사일을 운용하고 있다.

### 조선민주주의인민공화국
조선민주주의인민공화국에서 사용하는 지대지 탄도 미사일로는 스커드, 노동 1호, 노동 2호, 대포동 1호, 대포동 2호가 있다.

### 미국
미국에서 사용하는 지대지 탄도 미사일로는 MGM-140 ATACMS가 있다.

## 종류
- 전술 탄도 미사일(TBM), 300 km 이하
- 전구 탄도 미사일(TBM), 300 ~ 3,500 km
  - 단거리 탄도 미사일(SRBM), 300 ~ 1,000 km 이하
  - 준중거리 탄도 미사일(MRBM), 1,000 ~ 3,500 km
- 전략 탄도 미사일(Strategic ballistic missile)
  - 중거리 탄도 미사일(IRBM), 3,500 ~ 5,500 km
  - 대륙간 탄도 미사일(ICBM), 5,500 km 이상

### 대륙간 탄도 미사일
대륙간 탄도 미사일(ICBM)은 이름 그대로 발사한 대륙과 먼 다른 대륙에 명중시킬 수 있는 탄도 미사일이다. 사정거리는 대략 5,500km 이상이다. 북한에서 개발한 화성-18형 등이 이 종류의 미사일이다.

### 잠수함 발사 탄도 미사일
잠수함 발사 탄도 미사일(SLBM)은 탄도 미사일을 탄도 미사일 잠수함(SSBN)에서 발사가 가능하도록 개량한 탄도 미사일이다. 잠수함에서 발사할 수 있기 때문에 목표물이 본국보다 해안에서 더 가까울 때에는 잠수함을 해안에 근접시켜 발사할 수 있으며 조기에 모두 탐지하기가 어렵다는 장점이 있다. 탄도 미사일 원자력 잠수함(SSBN)은 미소의 냉전 시기 핵균형을 이룬 근본이었다.

## 다탄두 각개목표설정 재돌입 비행체
다탄두 각개목표설정 재돌입 비행체(MIRV)는 1개의 미사일에 각각 자체 소형 엔진과 유도체제를 갖춘 탄두를 여러 개 장착한 탄도 미사일 탑재체를 의미한다. 각 탄두가 미사일에서 분리된 이후 자체 엔진과 유도체제에 따라 독자적으로 날아갈 수 있어 요격이 매우 어려워지며 이에 따라 미사일 방어체제를 돌파할 수 있다.

## 탄도 미사일 요격 시스템
탄도 미사일 요격 시스템으로는 미국의 미사일 방어 시스템(MD)이 있다. THAAD 요격체계도 속한다. 명중률은 대략 80% 정도이며 사용되는 미사일로는 스탠더드 미사일, 패트리어트 미사일 등이 있다.

## 같이 보기
- 러시아 전략로켓군
- 미사일 방어
- 대한민국의 로켓 개발
- 대한민국의 탄도 미사일 개발